# Quintus Pompeius Rufus maior
Quintus Pompeius Rufus maior was een Romeins politicus.
Quintus was als tribunus plebis in 100 v.Chr. werkzaam voor de terugroeping van Quintus Caecilius Metellus Numidicus, die echter door Gaius Marius werd tegengehouden. Met Lucius Cornelius Sulla was hij in 88 v.Chr. consul en gedurende diens afwezigheid in de oorlog tegen Mithridates was hem de bescherming van Italië opgedragen, doch hij werd op aanstoken van Gnaeus Pompeius Strabo door zijn soldaten vermoord.
Hij had een gelijknamige zoon Quintus Pompeius Rufus minor, die met een dochter van Sulla was getrouwd.

## Referentie
- art. Pompeji (3), in F. Lübker - trad. ed. J.D. van Hoëvell, Classisch Woordenboek van Kunsten en Wetenschappen, Dordrecht, 1858, p. 767.